# John G. Blystone
John Gilman Blystone (Rice Lake, 2 dicembre 1892 – Beverly Hills, 6 agosto 1938) è stato un regista statunitense.
Ha firmato la regia di oltre cento titoli dal 1915 al 1938. È stato accreditato anche con i nomi J. G. Blystone, J.G. Blystone, J. Blystone, Jack Blystone e John Blystone.

## Biografia
John G. Blystone nacque a Rice Lake, nel Wisconsin, il 2 dicembre 1892.
Debuttò alla regia cinematografica con il cortometraggio muto Their Last Haul del 1915.
Diresse il suo ultimo film, intitolato Venti anni dopo con Stanlio e Ollio, nel 1938.
Morì a Beverly Hills per un attacco di cuore il 6 agosto 1938 e fu seppellito al Pierce Brothers Valhalla Memorial Park di North Hollywood. Era il fratello dell'attore Stanley Blystone e dell'assistente alla regia Jasper Blystone.

## Filmografia

### Regista
- Their Last Haul (1915)
- Rough But Romantic (1915)
- A Change in Lovers (1915)
- Under the Table (1915)
- Shaved in Mexico (1915)
- A Stool Pigeon's Revenge (1915)
- Love and Sour Notes (1915)
- Broken Hearts and Pledges (1915)
- The Child Needs a Mother (1915)
- The Double's Troubles (1916)
- The Great Smash (1916)
- A Busted Honeymoon (1916)
- How Stars Are Made (1916)
- Pirates of the Air (1916)
- Unhand Me, Villain! (1916)
- Tillie's Terrible Tumbles (1916)
- Cold Hearts and Hot Flames (1916)
- Alice in Society (1916)
- Tattle-Tale Alice (1916)
- Love on Crutches (1917)
- Balloonatics (1917)
- Automaniacs (1917)
- Neptune's Naughty Daughter (1917)
- Her Bareback Career (1917)
- She Did Her Bit (1917)
- Oh, Baby! (1918)
- What's the Matter with Father? (1918)
- Her Unmarried Life (1918)
- In Dutch (1918)
- Choo Choo Love (1918)
- Hey, Doctor! (1918)
- Virtuous Husbands (1919)
- The Yellow Dog Catcher (1919)
- Footlight Maids (1919)
- Back to Nature Girls (1919)
- Her Naughty Wink (1920)
- The Great Nickel Robbery (1920)
- Dangerous Eyes (1920)
- Slipping Feet (1920)
- Chase Me (1920)
- Don't Tickle (1920)
- The Huntsman (1920)
- Pretty Lady (1920)
- All Wrong (1920)
- The Jockey (1921)
- The Guide (1921)
- The Sailor (1921)
- The Toreador (1921)
- The Chauffeur (1921)
- The Reporter (1922)
- The Pirates  (1922)
- Lazy Bones (1922)
- My Hero (1922)
- A Friendly Husband (1923)
- Where There's a Will (1923)
- Soft Boiled (1923)
- Why Pay Rent? (1923)
- Accidenti che ospitalità! (Our Hospitality) (1923)
- Ladies to Board (1924)
- Oh, You Tony! (1924)
- The Last Man on Earth (1924)
- Teeth (1924)
- Dick Turpin (1925)
- The Lucky Horseshoe (1925)
- The Everlasting Whisper (1925)
- The Best Bad Man (1925)
- My Own Pal (1926)
- Hard Boiled (1926)
- The Family Upstairs (1926)
- Wings of the Storm (1926)
- Le caviglie di Eva (Ankles Preferred) (1927)
- Slaves of Beauty (1927)
- Un accidente di ragazza (Pajamas) (1927)
- Ancore d'oro (Sharp Shooters) (1928)
- Solo un po' d'amore (Mother Knows Best) (1928)
- Avventura d'alto bordo (Captain Lash) (1929)
- I volti della verità (Thru Different Eyes) (1929)
- Lotta d'aquile (The Sky Hawk) (1929)
- Come nasce l'amore (The Big Party) (1930)
- So This Is London (1930)
- L'uomo e la bestia (Tol'able David) (1930)
- Quando l'amore parla (Princess and the Plumber) (1930)
- Men on Call (1930)
- Una notte indiavolata (Mr. Lemon of Orange) (1931)
- Young Sinners (1931)
- Charlie Chan's Chance (1932)
- She Wanted a Millionaire (1932)
- Amateur Daddy (1932)
- The Painted Woman (1932)
- Too Busy to Work (1932)
- Tutto pepe (Hot Pepper) (1933)
- Shanghai Madness (1933)
- Labbra traditrici (My Lips Betray) (1933)
- La via proibita (Coming-Out Party) (1934)
- Primo amore (Change of Heart) (1934)
- Hell in the Heavens (1934)
- The County Chairman (1935)
- Bad Boy (1935)
- Gentle Julia (1936)
- Little Miss Nobody (1936)
- Il magnifico bruto (Magnificent Brute) (1936)
- Pugno di ferro (Great Guy) (1936)
- La guarnigione innamorata (23 1/2 Hours Leave) (1937)
- Tiranna deliziosa (Woman Chases Man) (1937)
- Musica per signora (Music for Madame) (1937)
- Avventura a Vallechiara (Swiss Miss), co-regia di Hal Roach (1938)
- Venti anni dopo (Block-Heads) (1938)

### Produttore
- Chicken Chased and Henpecked (1917)
- Hey, Doctor! (1918)
- Ambrose and His Widow (1918)
- Ambrose, the Lion Hearted (1918)
- Ambrose's Icy Love (1918)
- The Everlasting Whisper (1925)
- The Lucky Horseshoe (1925)
- Hard Boiled (1926)
- I volti della verità (Thru Different Eyes) (1929)
- Come nasce l'amore (The Big Party) (1930)

### Sceneggiatore
- Roped Into Scandal (1917)
- Counting Out the Count (1917)
- The Torpedo Pirates (1918)
- A Friendly Husband (1923)
- Soft Boiled (1923)
- Le caviglie di Eva (Ankles Preferred) (1927)

### Attore
- The Wheel of Life, regia di Wallace Reid (1914)
- Cupid Incognito (1914)
- Passing of the Beast (1914)
- A Wife on a Wager (1914)